# Causa sui
Causa sui (pronunciación en latín: /ˈkau̯.sa ˈsʊ.iː/; traducido como "causa de sí mismo, autocausado") es un término latino que denota algo que se genera dentro de sí mismo. Utilizado en relación con el propósito que los objetos pueden asignarse a sí mismos, el concepto fue central en las obras de Baruch Spinoza, Sigmund Freud, Jean-Paul Sartre y Ernest Becker.

## En ciencias sociales
En el caso de Freud y Becker, el concepto se usaba a menudo como un recipiente de inmortalidad, mediante el cual algo podía crear significado, o seguir creando significado, más allá de su propia vida.
Norman O. Brown, en su aclamado Life Against Death, argumenta que el complejo de Edipo de Freud es esencialmente el proyecto causa sui ("padre de uno mismo"), donde, después del reconocimiento traumático de que estamos separados de la madre, que somos 'otro'—buscamos la reunificación con la madre.

## En el teísmo
En el teísmo occidental tradicional, aunque Dios no puede ser creado por ninguna otra fuerza o ser, no puede ser definido como causa sui porque ello implicaría la idea panteísta spinoziana del 'llegar a ser', que contrasta con la creencia de la teología escolástica de que Dios es incapaz de cambiar.
El concepto católico de... Dios como absolutamente independiente y autoexistente por naturaleza y, en consecuencia, todo perfecto sin ninguna posibilidad de cambio desde toda la eternidad, se opone por completo al concepto panteísta del ser absoluto o puro [que] evoluciona, determina y se realiza a sí mismo a través de todo el tiempo.
Spinoza desarrolla en su teoría la idea en la cual Dios pasa de existir en si a existir por si. En resumidas cuentas, Dios es el único que puede existir por si sin necesidad de nada más, ergo solo dios puede ser sustancia infinita, única y necesaria. Dios tiene en si la causa de su existencia, su propia esencia implica su existencia
Cambiar implica desarrollo, y puesto que Dios ha de ser considerado la Perfección Absoluta, no hay más necesidad de cambiar: es el llamado actus purus, o aseidad. En cambio, la teología del proceso reciente inserta este concepto entre los atributos de Dios en el cristianismo .
Por otro lado, en el Japji Sahib, Guru Nanak (el fundador del sijismo) definió a Dios como autoexistente.